# 安德魯·亞歷山大
安德魯·亞歷山大（Andrew Alexander，1982年7月18日—）是英國的一位演員。他最著名的作品是在獨立電視台影集唐頓莊園中飾演Sir John Bullock 角色。他曾就讀於英國皇家音樂學院和倫敦國王學院。